# Футбольна федерація Сан-Марино
Футбольна федерація Сан-Марино (FSGC) (італ. Federazione Sammarinese Giuoco Calcio) — орган, що керує футболом у Сан-Марино. Організовує Чемпіонат Сан-Марино, Кубок Сан-Марино (Coppa Titano) та Суперкубок. Керує національною збірною.
Крім того, FSGC допомагає клубу «Сан-Марино Кальчо», який виступає в Чемпіонаті Італії у Серії C2.